# Раттацци, Мария
Мария Раттацци (урождённая Мария Летиция Бонапарт Вейз (фр. Marie-Lætitia Bonaparte-Wyse), принцесса де Сольмс, затем графиня Ратацци; 25 апреля 1831 года, Уотерфорд — 6 февраля 1902 года, Париж) — французская писательница, поэтесса и журналистка, внучка Люсьена Бонапарта, супруга итальянского политика и общественного деятеля Урбано Раттацци.

## Биография
Мария Раттацци родилась 25 апреля 1831 года на юге Ирландии в городке Уотерфорд.

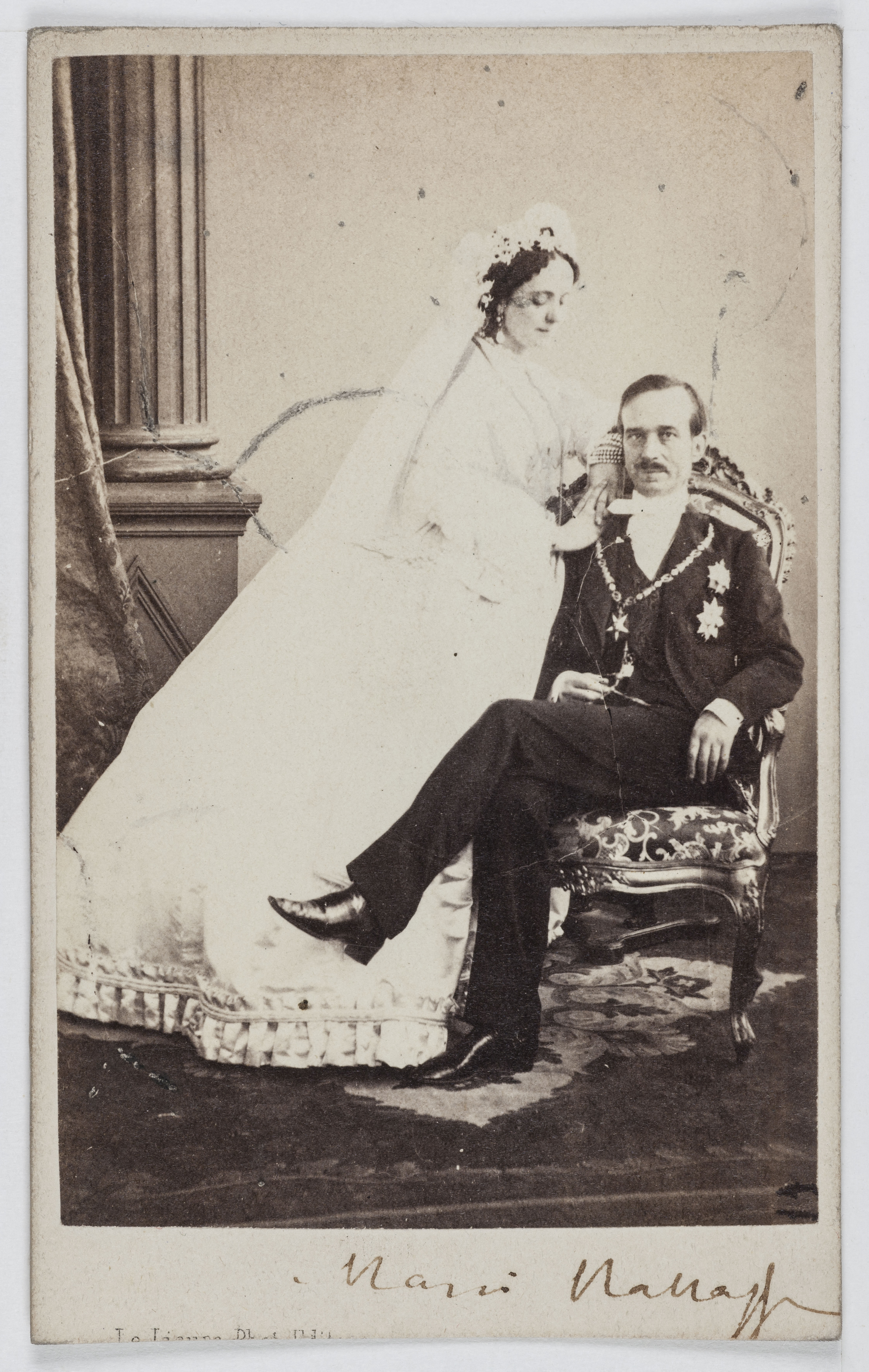
Мария с мужем

Мария привлекла к себе общественное внимание долгой и безуспешной борьбой с семьёй Бонапартов, которые упорно не желали признавать её представительницей династии. В начале 1850-х годов Мария Вейз была центром оппозиционного салона и после переворота 2 декабря покинула Францию. Возвратившись через год, она была выслана из Парижа, и прожила десять лет в Савойе, где и начала писательскую карьеру. Были изданы её произведения: «Fleurs de l’Italie» (сборник стихотворений, Шамбери, 1859), поэма «La Dupinade» (Женева, 1859), «Chants d’exilée» (посвящение Виктору Гюго) и «Boutades» (1860).
Салон Марии расположенный в её доме на берегу озера Бурже был сборным пунктом политических эмигрантов различных наций. Получив после присоединения к Франции Ниццы и Савойи разрешение возвратиться в столицу, она была вторично выслана оттуда за роман «Mariages d’une créole» (1864), запрещённый во Франции и переизданный в Брюсселе.
С тех пор жила в Италии, где во второй раз вышла замуж за итальянского политика Урбано Раттацци, спустя 15 дней после похорон её первого мужа. Уже после смерти Урбано вышла замуж в третий раз и вновь овдовела.
Мария Раттацци написала ещё несколько книг и скончалась 6 февраля 1902 года в семидесятилетнем возрасте в столице Франции.